# Leszek Milewski
Leszek Milewski (ur. 3 lutego 1954 we Wrocławiu) – polski siatkarz, mistrz Polski (1980, 1981), trener piłki siatkowej, m.in. reprezentacji Polski seniorów.

## Kariera sportowa

### Zawodnik
Był wychowankiem Odry Wrocław. Od 1974 występował w Gwardii Wrocław, z którą wywalczył awans do ekstraklasy w 1975 a następnie brązowy medal mistrzostw Polski w 1979 i dwukrotnie mistrzostwo Polski w 1980 i 1981. Jego karierę przerwała ciężka kontuzja w 1981.

### Trener
Od 1982 pracował jako trener żeńskiej drużyny Gwardii Wrocław. W 1983 wprowadził ten zespół do I ligi, a w 1986 zdobył z nim brązowy medal mistrzostw Polski. Równocześnie w latach 1984-1985 był asystentem Jerzego Matlaka w reprezentacji Polski seniorek (m.in. na mistrzostwach Europy w 1985 - siódme miejsce). W sezonie 1986/1987 został trenerem męskiej drużyny Gwardii, prowadził ją również w sezonie 1987/1988. Równocześnie od 1987 był asystentem Stanisława Gościniaka w reprezentacji Polski seniorów. Po nieudanych kwalifikacjach do mistrzostw Europy w 1987, zastąpił w 1988 S. Gościniaka na stanowisku I trenera reprezentacji. Poprowadził polską drużynę na mistrzostwach Europy w 1989, zajmując z nią siódme miejsce. Po nieudanych kwalifikacjach do mistrzostw świata w 1990, wiosną 1990 zastąpił go na stanowisku selekcjonera Edward Skorek. Następnie ponownie został trenerem męskiej drużyny Gwardii, występującej wówczas w serii "B" I ligi (dawnej II lidze).
W 1993 został trenerem II-ligowego Chemika Kędzierzyn, w 1995 wprowadził ten zespół (grający pod nazwą "Mostostal" Z.A.) do I ligi., a w 1997 wywalczył z nim wicemistrzostwo Polski - pierwszy medal MP w historii męskiej siatkówki w tym klubie. Od 1997 był trenerem BBTS Włókniarza Bielsko-Biała i od razu wywalczył z nim awans do ekstraklasy. Poprowadził tę drużynę również w sezonie 1998/1999, zakończonym spadkiem do serii "B" (tj. dawnej II ligi) i następnie do 2001 już na szczeblu serii "B". W sezonie 2001/2002 był trenerem żeńskiej drużyny BKS Stal Bielsko-Biała i doprowadził ją do czwartego miejsca w ekstraklasie. W sezonie 2002/2003 prowadził krótko żeński zespół PTPS Piła.
W latach 2003–2005 pracował jako główny trener w Szkole Mistrzostwa Sportowego PZPS w Spale i współpracował z reprezentacją Polski juniorów, która jednak nie zakwalifikowała się do mistrzostw Europy w 2004 i w konsekwencji mistrzostw świata w 2005. Wśród jego zawodników byli m.in. Patryk Czarnowski, Tomasz Drzyzga, Marcel Gromadowski, Jakub Jarosz i Marcin Możdżonek. W latach 2005–2008 prowadził żeńską drużynę Gedanii i awansował z nią do ekstraklasy w 2006, a w kolejnych sezonach zajmował miejsca: siódme (2006/2007) i szóste (2007/2008).